# Газовий лазер

Будова газового лазера

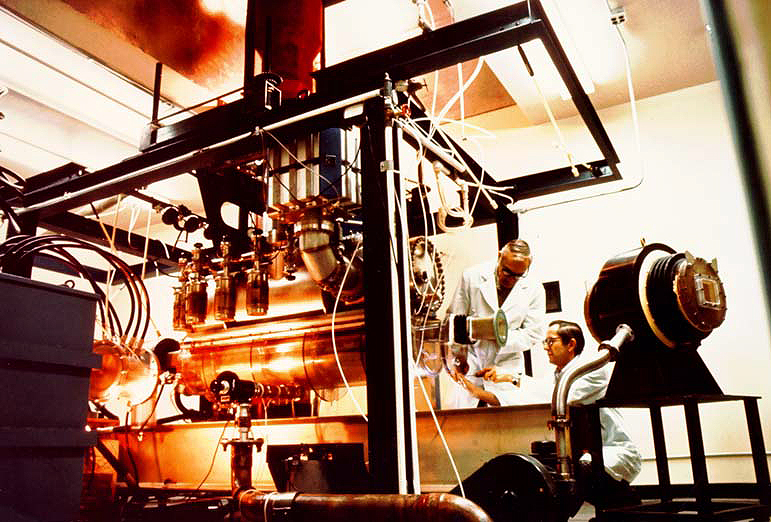
Вуглекислотний газовий лазер

Газовий лазер — лазер, у якому як активне середовище використовується речовина, що перебуває в газоподібному стані (на відміну від твердих тіл у твердотільних лазерах та рідин у лазерах на барвниках).
Різновидами газового лазера є газодинамічні лазери, хімічні газові лазери та ексимерні лазери.
Перевагами газових лазерів є дешевизна і легкість експлуатації потужних лазерів, що зумовило їх поширення в промисловому різанні матеріалів.

## Будова
Газовий лазер з електричним нагнітом складається з герметичної трубки з газоподібним робочим тілом та елементами оптичного резонатора. Нагніт енергії в активне середовище лазера проводиться за допомогою електричних розрядів у газі, отримуваних найчастіше за допомогою електродів у порожнині трубки. Електрони, стикаючись із атомами газу, переводять їх у збуджений стан із подальшим випромінюванням фотонів. Завдяки актам вимушеного випромінювання світлові хвилі, створені в трубці, посилюються при проходженні через газову плазму. Оптичний резонатор (два точно виставлені дзеркала на торцях трубки) задає переважний напрямок випромінювання. Частина потоку фотонів відбирається з лазера через одне із дзеркал, зроблене напівпрозорим. Решта відбивається назад усередину лазера для підтримки вимушеного випромінювання.

### Історія
Творцем першого газового лазера був американський фізик Алі Джаван разом із В. Беннетом та Д. Еріотом (D. R. Herriott). Газовий лазер був першим безперервним лазером, застосовуваним у телекомунікаційній промисловості разом із волоконною оптикою. Газові лазери зробили голографію практичною. Їх активно використовують у багатьох сферах діяльності, зокрема й у медицині.